# Trường Thành, An Lão (Hải Phòng)
Trường Thành là một xã thuộc huyện An Lão, thành phố Hải Phòng, Việt Nam.
Xã Trường Thành có diện tích 5 km², dân số năm 1999 là 4423 người, mật độ dân số đạt 885 người/km².